# Amblyothele albocincta
Espèce
Amblyothele albocincta est une espèce d'araignées aranéomorphes de la famille des Lycosidae.

## Distribution
Cette espèce se rencontre au Botswana et en Afrique du Sud au Nord-Ouest et en État-Libre,.

## Description
Le mâle holotype mesure 3,5 mm.
Le mâle décrit par Russell-Smith, Jocqué et Alderweireldt en 2009 mesure 4,00 mm et la femelle 3,84 mm.

## Publication originale
- Simon, 1910 : « Arachnoidea. Araneae (II). Zoologische und anthropologische Ergebnisse einer Forschungsreise im Westlichen und zentralen Südafrika. » Denkschriften der Medicinisch-naturwissenschaftlichen Gesellschaft zu Jena, vol. 16, p. 175-218 (texte intégral).